# Địa lý Trung Quốc
Trung Quốc có diện tích 9.571.300 km². Từ Bắc sang Nam có chiều dài là 4000 km, từ Tây sang Đông là 5000 km, có đường biên giới với 14 quốc gia và lãnh thổ bao gồm: Triều Tiên, Nga, Mông Cổ, Kazakhstan, Kyrgyzstan, Tajikistan, Afghanistan, Pakistan, Ấn Độ, Nepal, Bhutan, Myanmar, Lào và Việt Nam.

## Đặc điểm chính

### Địa hình chung
Cao và hiểm trở, 60% diện tích là núi cao trên 1000 m. Địa hình cao về phía Tây và thấp dần về phía Đông.
Địa lý Trung Quốc kéo dài khoảng 5.026 km ngang qua theo khối lục địa Đông Á giáp với biển Đông Trung Hoa, vịnh Triều Tiên, Hoàng Hải, và Biển Đông, giữa Bắc Triều Tiên và Việt Nam trong một hình dạng thay đổi của các đồng bằng rộng lớn, các sa mạc mênh mông và các dãy núi cao chót vót, bao gồm các khu vực rộng lớn đất không thể ở được. Nửa phía Đông của quốc gia này là các vùng duyên hải rìa các đảo là một vùng bình nguyên phì nhiêu, đồi và núi, các sa mạc và các thảo nguyên và các khu vực cận nhiệt đới. Nửa phía Tây của Trung Quốc là một vùng các lưu vực chìm trong các cao nguyên, các khối núi, bao gồm phần cao nguyên cao nhất trên trái đất.
Sự rộng lớn của quốc gia này và sự cằn cỗi của vùng nội địa phía tây kéo theo những vấn đề quan trọng trong chiến lược phòng thủ. Dù có nhiều bến cảng tốt dọc theo chiều dài bờ biển khoảng 18000 km nhưng định hướng truyền thống của đất nước không phải ra biển mà hướng về đất liền, để phát triển thành một quốc gia hùng mạnh với trung tâm ở Hoa Trung và Hoa Nam, vươn tới tận vùng đồng bằng bắc Hoàng Hà. Trung Quốc cũng có cao nguyên Tây Tạng về phía Nam. Cao nguyên Tây Tạng là một cao nguyên rộng lớn với cao độ cao. Về phía Bắc của cao nguyên Tây Tạng là các Sa mạc Gobi và Taklamakan, trải ra từ Cực Tây Bắc về phía Đông qua Mông Cổ.

Các sông lớn ở Trung Quốc. Lần lượt từ bắc xuống nam, tây sang đông là Hắc Long Giang, Hoàng Hà, Mê Công, Trường Giang và Châu Giang

Trung Quốc là quốc gia lớn thứ 4 thế giới về tổng diện tích (sau Nga, Canada và Hoa Kỳ). Số liệu về diện tích của Trung Quốc hơi khác nhau, tùy theo việc người ta lấy số liệu từ các biên giới mập mờ. Con số chính thức do Cộng hòa Nhân dân Trung Hoa đưa ra là 9,6 triệu km², khiến cho quốc gia này chỉ hơi nhỏ hơn một chút so với Hoa Kỳ. Trung Hoa Dân Quốc đóng ở Đài Loan đưa ra con số là 11 triệu km², nhưng số liệu này bao gồm cả Mông Cổ, một quốc gia có chủ quyền độc lập. Trung Quốc có đường viền khá giống với Hoa Kỳ và phần lớn có cùng vĩ độ của Hoa Kỳ. Tổng diện tích Trung Quốc ước tính là 9.596.960 km², trong đó diện tích đất là 9.326.410 km² và nước là 270.550 km².

## Các quốc gia giáp giới
- Biên giới đất liền: tổng cộng: 22.143,34 km
  - Mông Cổ 4.673 km
  - Nga (đông bắc) 3.605 km, (tây bắc) 40 km, (tổng cộng) 3.645 km
  - Ấn Độ 3.380 km
  - Myanmar 2.185 km
  - Kazakhstan 1.533 km
  - Bắc Triều Tiên 1.416 km
  - Việt Nam 1.281 km
  - Nepal 1.236 km
  - Kyrgyzstan 858 km
  - Pakistan 523 km
  - Bhutan 470 km
  - Lào 423 km
  - Tajikistan 414 km
  - Afghanistan 76 km
- Bờ biển: 14.500 km

Tuyên bố hàng hải:
- Vùng tiếp giáp lãnh hải: 24 hải lý (44 km)
- Thềm lục địa: 200 hải lý (370 km) hoặc tới rìa của mép lục địa
- Lãnh hải: 12 hải lý (22 km)

## Các vùng địa hình

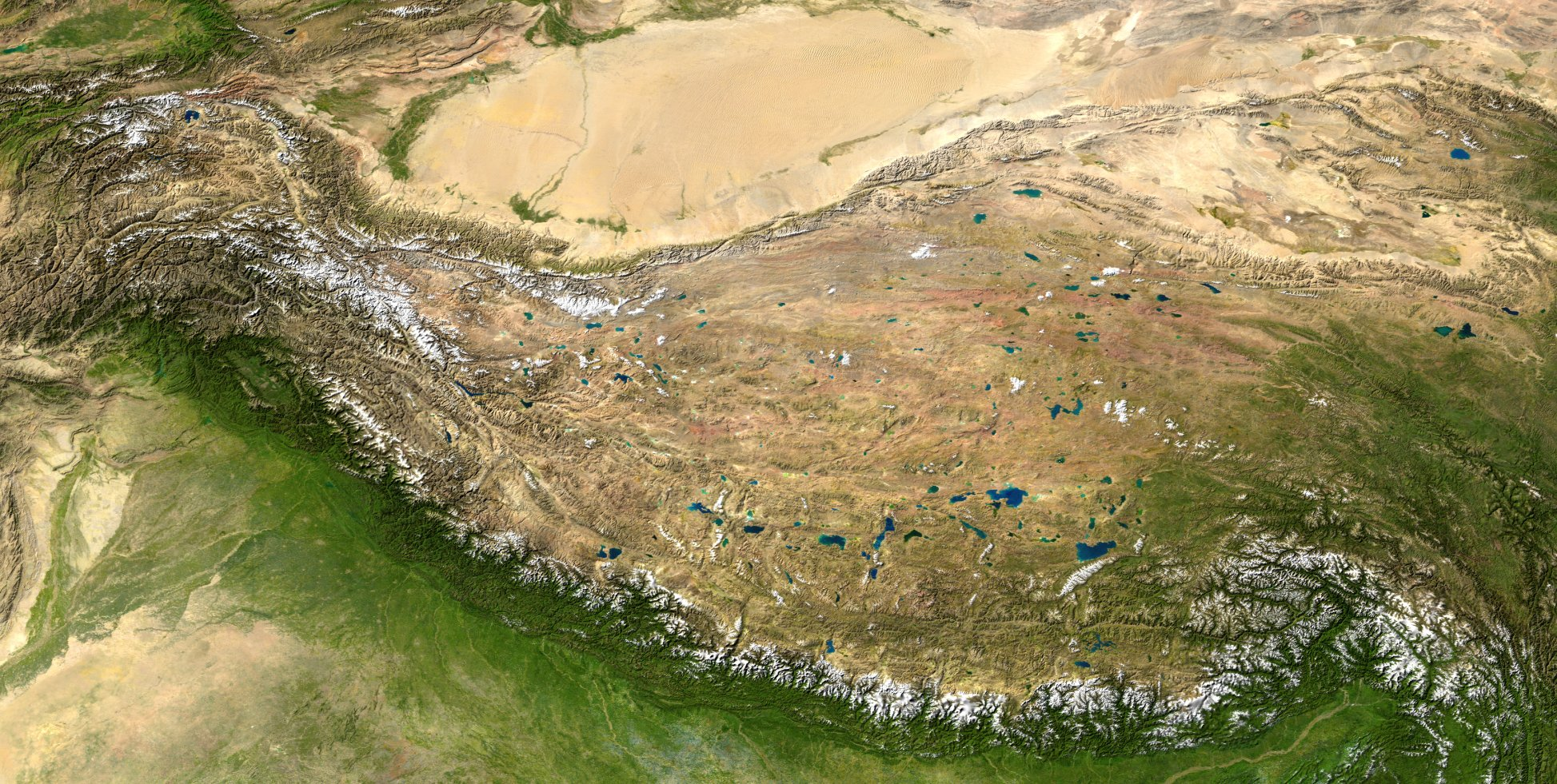
Sa mạc Taklamakan ở Tân Cương nhìn từ vệ tinh

Xét theo độ cao, Trung Quốc có ba bậc thấp dần từ tây sang đông. Phía tây có độ cao trung bình 4000 mét so với mực nước biển, được ví là nóc nhà thế giới. Khu Tự trị Tây Tạng và tỉnh Thanh Hải thuộc vùng này. Tiếp nối là vùng có độ cao trung bình 2000 mét so với mực nước biển bao bọc phía bắc và đông của cao nguyên Thanh Tạng. Các khu tự trị Tân Cương, Ninh Hạ, Nội Mông và các tỉnh Cam Túc, Sơn Tây ở phía bắc, Trùng Khánh, Tứ Xuyên, Vân Nam, Quý Châu ở phía tây nam thuộc vùng cao thứ hai này. Thấp nhất là vùng bình nguyên có độ cao trung bình dưới 200 mét ở phía đông bắc, đông và đông nam của vùng cao thứ hai nói trên. Các tỉnh còn lại của Trung Quốc thuộc vùng thấp này.

#### Địa hình phía Tây
Là vùng núi cao và hiểm trở nhất thế giới với độ khô cằn rất lớn. Có nhiều cao nguyên và bồn địa tiêu biểu như: cao nguyên Tân Cương (phía Tây Bắc) với những dãy núi cao và hiểm trở như Côn Lôn, Thiên Sơn, và rất nhiều đỉnh núi cao (từ 600 m đến 7000 m) xen kẽ là những bồn địa rộng lớn như bồn địa Uigua và Lòng chảo Ta Rim.

##### Cao nguyên Thanh Tạng

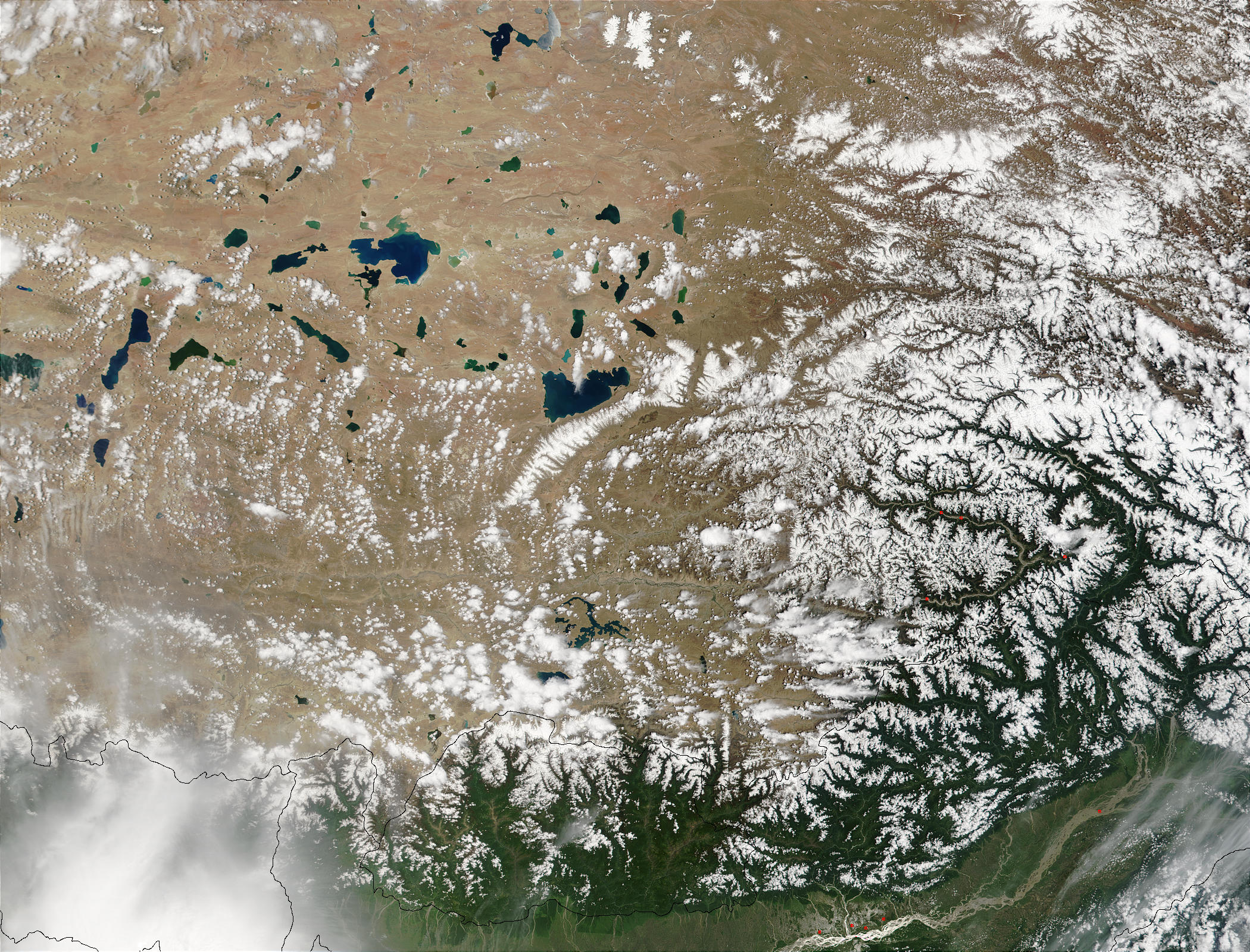
Cao nguyên Thanh Tạng nhìn từ vệ tinh

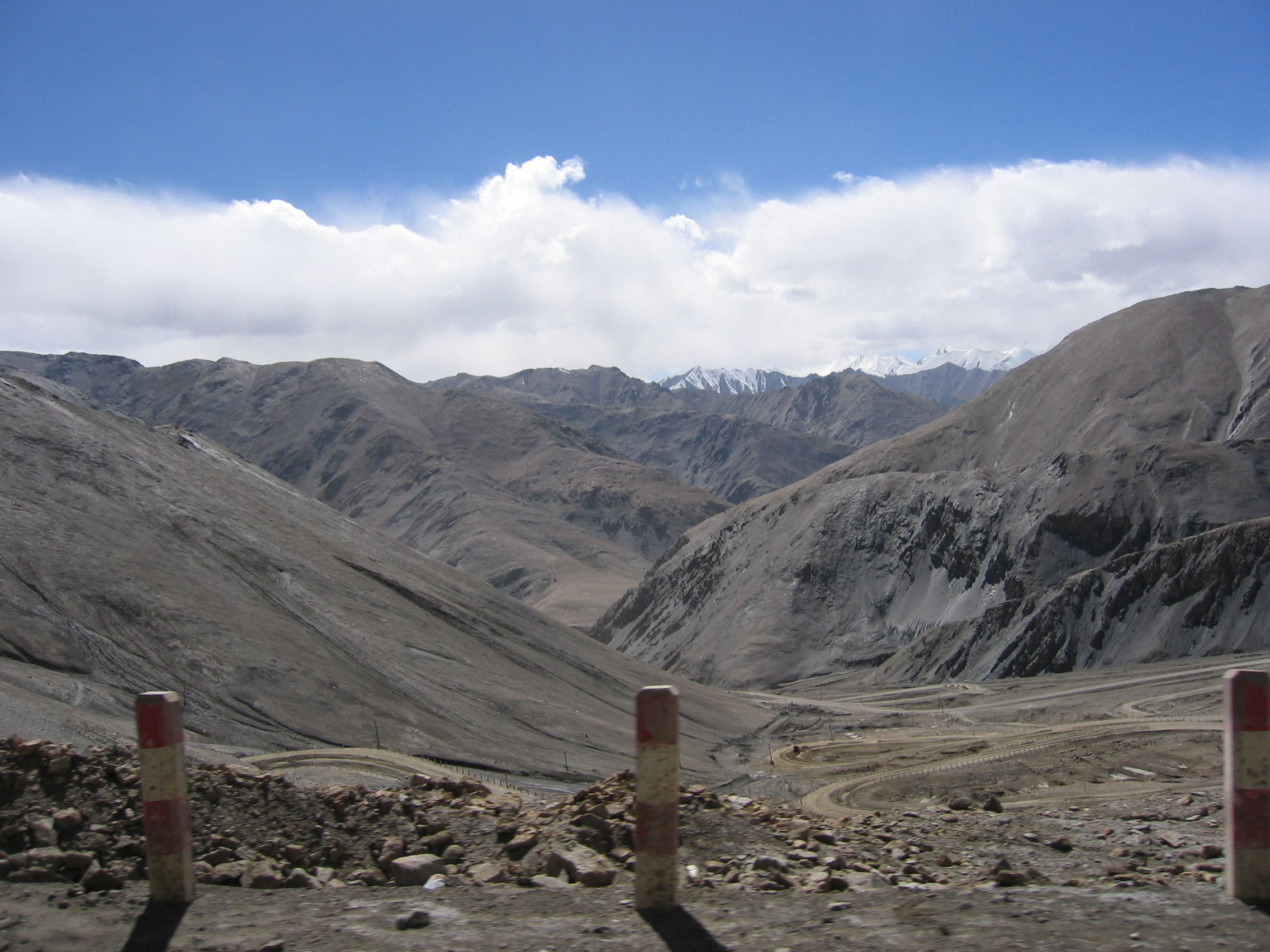
Núi Côn Lôn

Là tên ghép giữa 2 chữ Thanh Hải và Tây Tạng, nằm về phía Tây (thủ phủ là Lasa) có diện tích chiếm 1/4 Trung Quốc có độ cao tiêu biểu là 4500 m, và là được xem là nóc nhà của thế giới và là nơi xuất phát của nhiều con sông quan trọng nhất Châu Á. Về phía nam cao nguyên là dãy Hymalaya dài 2500 cây số, ngang 200 – 300 cây số.

##### Everest

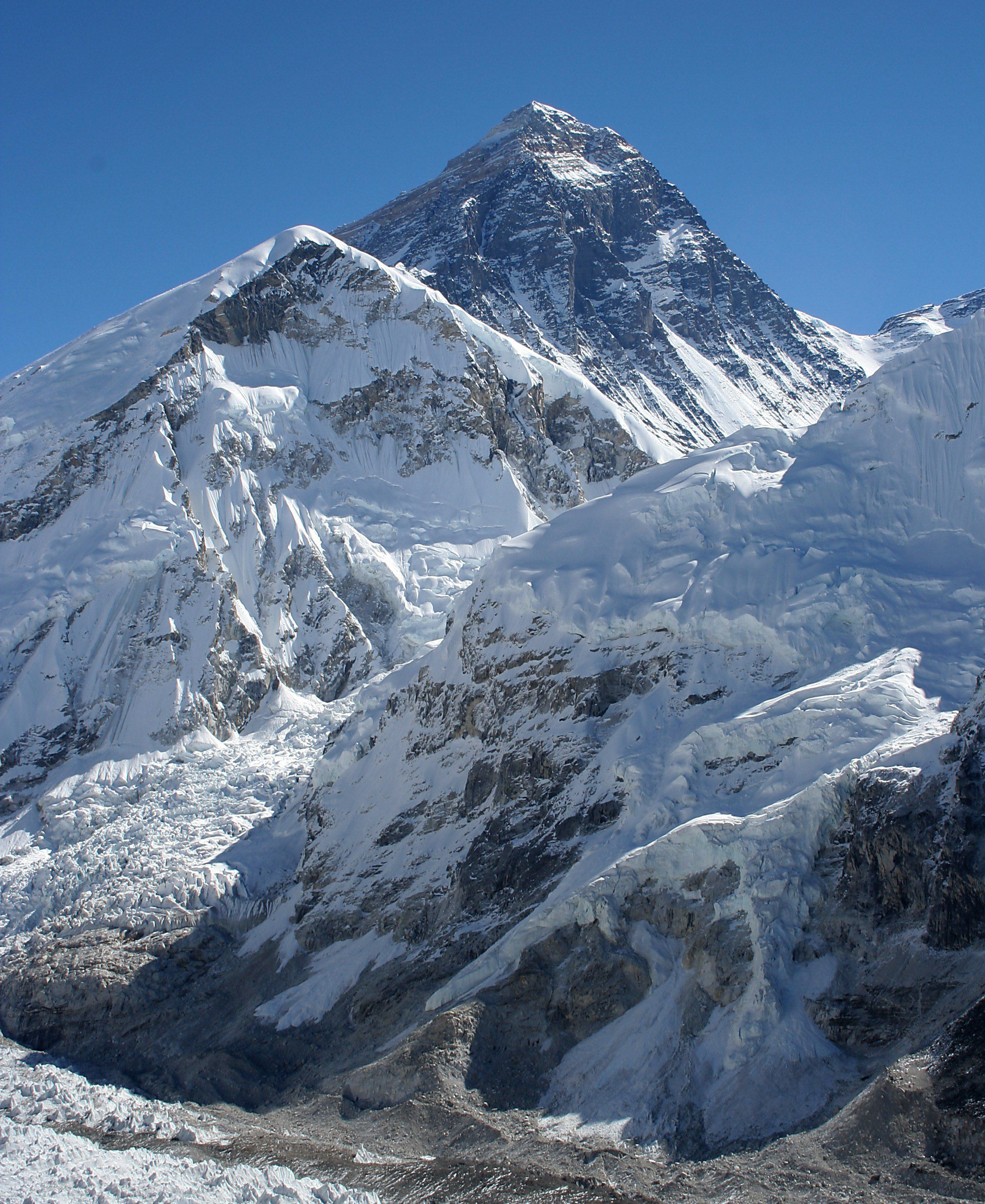
Núi Everest

Độ cao trung bình của cao nguyên này là 6000 mét, có nhiều đỉnh cao trên 7000 m. Riêng lãnh thổ Trung Quốc có đến 10 đỉnh núi cao trên 8000 mét, nổi tiếng nhất là Jumalangma cao 8.840 mét (chính là Everest) nằm ngay biên giới Trung Quốc và Nepal. Hình thái núi này giống như một hình tháp khổng lồ có 3 mặt: Bắc, Tây, Đông là những sườn dốc đứng với các lưỡi băng hà theo thung lũng tràn xuống 200–300 m. Theo tiếng Tây Tạng, núi có nghĩa là "Nữ Thần địa phương"; Trung Quốc gọi đỉnh núi này là "Thánh Mẫu" hay "Nữ Thần".

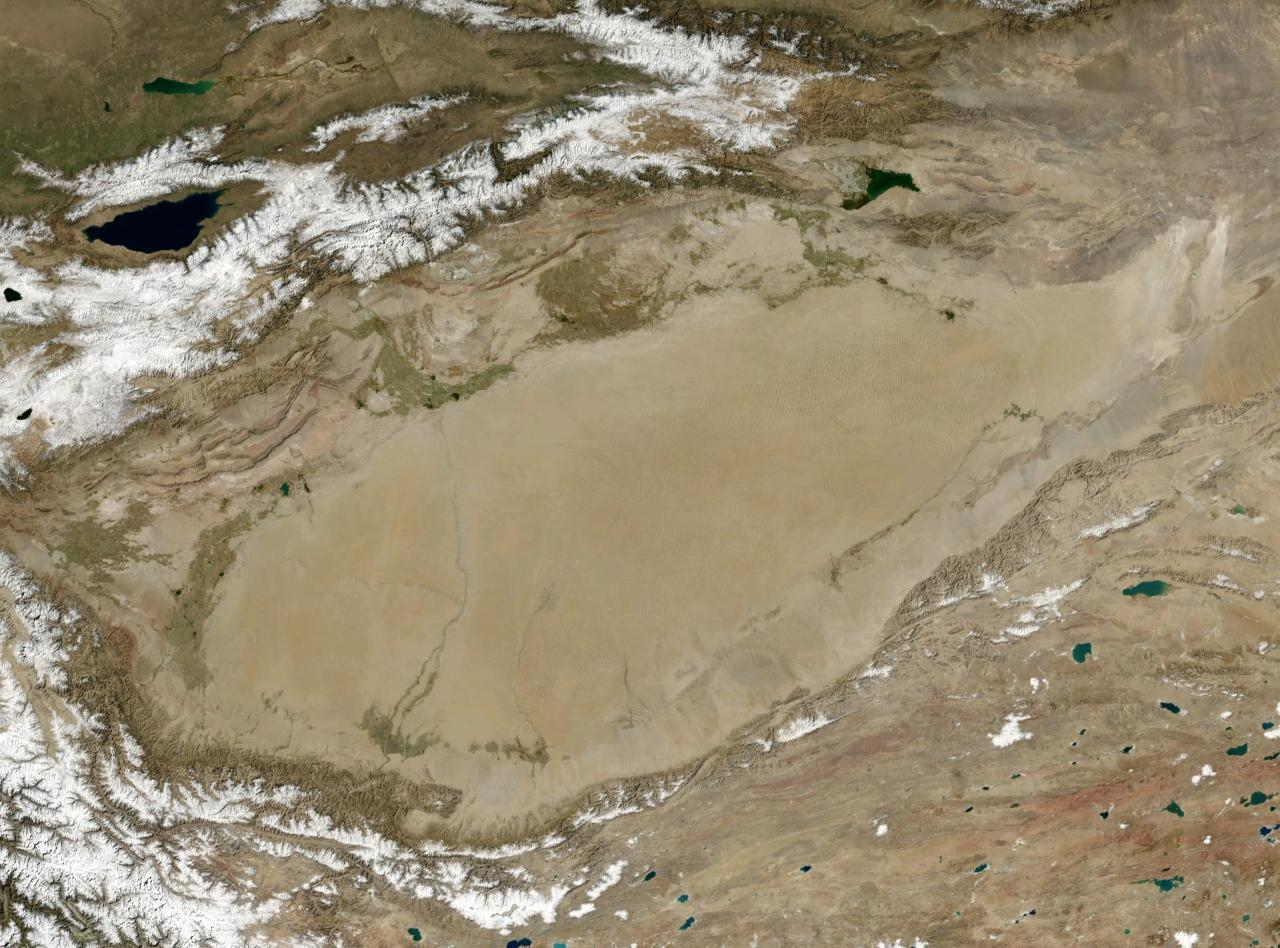
Bồn địa Tarim nhìn từ vệ tinh

#### Phía Đông
Là dạng địa hình chuyển tiếp thấp dần từ Tây sang Đông với dãy núi thấp và Tây Bắc như Thái Hoàng Sơn, Hoành Đoạn Sơn và xen lẫn là các cao nguyên và các bình nguyên và các bồn địa. 

##### Bình nguyên Đông Bắc
Là nước Mãn Thanh cũ thuộc 3 tỉnh: Cát Lâm, Liêu Ninh, Hắc Long Giang. Thủ phủ là Thường Xuân, Cáp Nhĩ Tân, Thẩm Dương. Có độ dài 3000 km nằm trên các con sông Từ Hoa, Liêu Hà, Hắc Long Giang.

##### Bình nguyênHoa Bắc

Bản đồ bình nguyên Hoa Bắc

Là lưu vực sông Hoàng Hà có diện tích 700.000 km². Nông nghiệp trù phú, tập trung dân cư đông đúc và là nôi xuất phát nền văn minh Trung Quốc và là nơi xảy ra nhiều đợt thiên tai trong mấy nghìn năm lịch sử.

##### Cao nguyên Hoàng Thổ
Khu vực trung lưu Hoàng Hà và Vị Hà thuộc tỉnh Thiểm Tây, Cam Túc, đất tơi xốp như bụi bay nổi tiếng là trồng cao lương.

##### Bồn địaTứ Xuyên

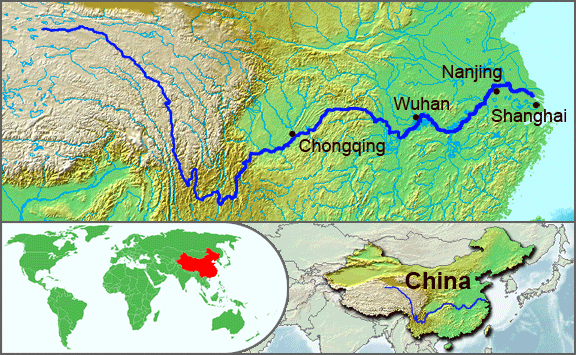
Bản đồ đường đi của Trường Giang

Cách biển 400 km, thuộc phụ lưu sông Trường Giang và các phụ lưu: Gia Lâm Giang, Mân Giang. Diện tích: 300.000 km² (đây chính là đất của nước Thục xưa) thuộc tỉnh Tứ Xuyên. Ở đây có địa hình lòng chảo trũng, thấp ở giữa và có độ cao 300–700 m so với mực nước biển. Bốn phía bao quanh biển là những dãy núi cao 1000–4000 m. Thủ phủ chính là Thành Đô.

##### Cao nguyên Vân-Quý
Tây Nam quá độ từ giữa cao nguyên Thanh Tạng và Hoa Nam có nhiều đỉnh núi cao trên 3000 m. Quý Châu có nhiều đỉnh núi cao trên 1000 m. Từ cao nguyên các dãy Lĩnh Nam kéo dài từ Tây sang Đông và đi qua các phần phía Bắc của các tỉnh Quảng Đông và Quảng Tây.

##### Đồng bằngHoa Nam(Giang Nam)
Trải dọc theo Trường Giang. Là đồng bằng phì nhiêu và màu mỡ nhất Trung Quốc: đây chính là trung tâm lương thực chính của Trung Quốc, bề mặt bằng phẳng và trũng có những hồ lớn và có tiềm năng về du lịch.

##### Đồng bằng Châu Giang

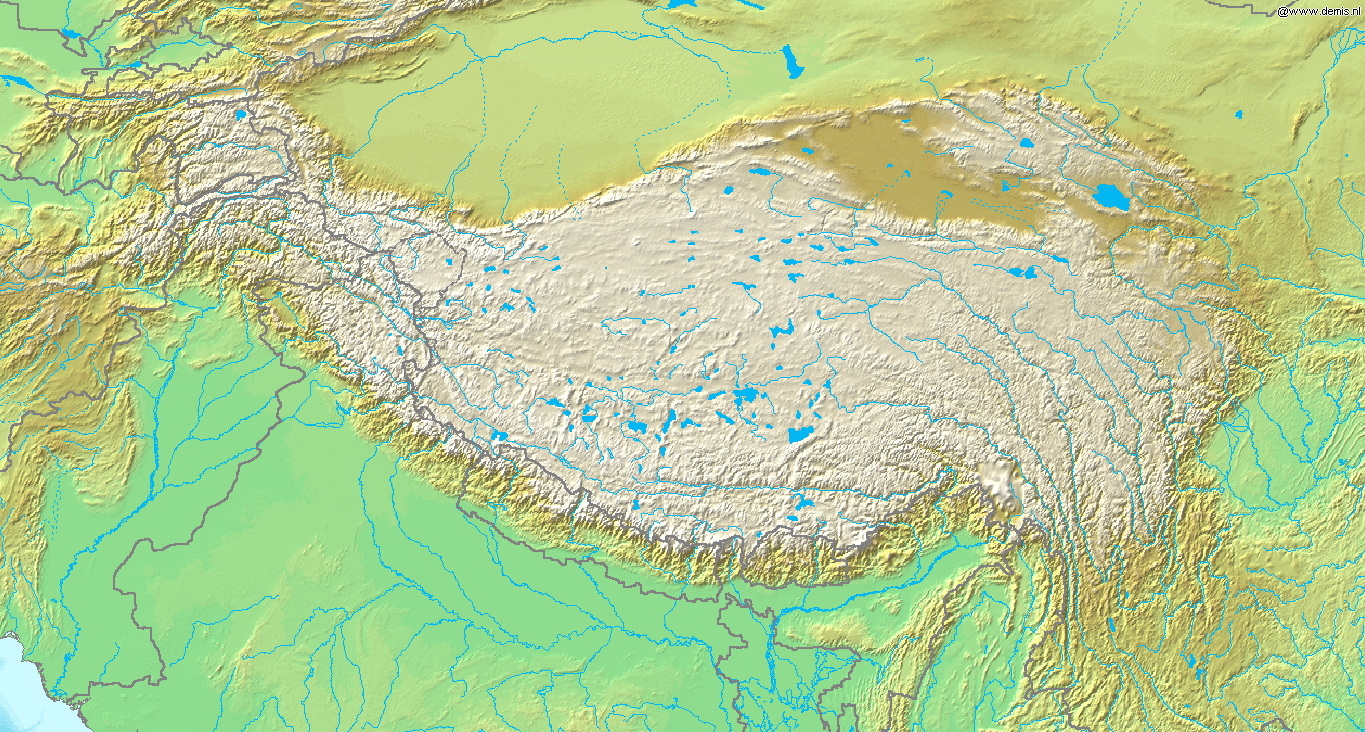
Toàn cảnh Himalaya nhìn từ vệ tinh

Là những sông nhỏ và tương đối thuộc Quảng Đông và Quảng Tây.

##### Đảo
Hải Nam